# Gjergj Muzaka
Gjergj Muzaka (Tirana, 26 settembre 1984) è un ex calciatore albanese, di ruolo centrocampista.

## Caratteristiche
In campo la sua posizione ideale è quella di centrocampista laterale sulla fascia destra, ma può giocare anche a sinistra ed anche come trequartista. È un giocatore che in fase offensiva riesce a fornire assist oltre a segnare tanti gol.

## Carriera

### Club

#### Gli inizi
È cresciuto ed ha iniziato la sua carriera nelle giovanili del Partizani Tirana, una delle tre squadre della capitale albanese. Successivamente è passato nelle giovanili del Paris Saint-Germain in Francia, dove rimase per pochi mesi, prima di fare ritorno in patria.

#### Il prestito all'Īraklīs
Dopo l'esperienza all'estero, una volta ritornato al Partizani Tirana ne diventa uno dei titolari a partite dalla stagione 2001-2002. Il 1º luglio 2004 viene ceduto in prestito in Grecia all'Īraklīs, squadra militante nella massima serie greca, qui pero dopo soli 6 mesi se ne ritorna in Albania.

#### Partizani Tirana e Tirana
Dopo la sua seconda esperienza all'estero, ritorna nuovamente in Albania, sempre al Partizani Tirana. Il 1º agosto 2008 viene acquistato a titolo definitivo per 50.000 euro dal Tirana, una delle 3 squadre di Tirana, con cui vince il campionato nazionale.

#### Dinamo Tirana e Skënderbeu
Il 1º luglio 2010 passa per soli 6 mesi della stagione 2010-2011 alla Dinamo Tirana, invece la seconda parte della stagione la gioca con la maglia dello Skënderbeu, dove rimane anche nella stagione successiva, e dove vince per 2 volte di fila il campionato albanese.

#### Flamurtari Valona e di nuovo Skënderbeu
Nella stagione 2012-2013 ha giocato nel Flamurtari Valona collezionando 24 presenze e segnando ben 12 goal. L'11 agosto 2013 ritorna di nuovo allo Skënderbeu.

### Nazionale
Ha giocato nelle nazionali giovanili albanesi Under-19 ed Under-21.
Ha debuttato nella nazionale maggiore albanese nel 2008.

## Statistiche

### Presenze e reti nei club
Statistiche aggiornate al 23 novembre 2017.
| Stagione                 | Squadra                  | Campionato               | Campionato | Campionato | Coppe nazionali | Coppe nazionali | Coppe nazionali | Coppe continentali | Coppe continentali | Coppe continentali | Altre coppe | Altre coppe | Altre coppe | Totale | Totale |
| Stagione                 | Squadra                  | Comp                     | Pres       | Reti       | Comp            | Pres            | Reti            | Comp               | Pres               | Reti               | Comp        | Pres        | Reti        | Pres   | Reti   |
| ------------------------ | ------------------------ | ------------------------ | ---------- | ---------- | --------------- | --------------- | --------------- | ------------------ | ------------------ | ------------------ | ----------- | ----------- | ----------- | ------ | ------ |
| 2001-2002                | Partizani Tirana         | KS                       | 8          | 1          | CA              | 0               | 0               | -                  | -                  | -                  | -           | -           | -           | 8      | 1      |
| 2002-2003                | Partizani Tirana         | KS                       | 18         | 4          | CA              | 0               | 0               | CU                 | 2                  | 0                  | -           | -           | -           | 20     | 4      |
| 2003-2004                | Partizani Tirana         | KS                       | 33         | 10         | CA              | 0               | 0               | -                  | -                  | -                  | -           | -           | -           | 33     | 10     |
| 2004-gen. 2005           | Īraklīs                  | AE                       | 3          | 0          | CG              | 0               | 0               | -                  | -                  | -                  | -           | -           | -           | 3      | 0      |
| gen.-giu. 2005           | Partizani Tirana         | KS                       | 11         | 2          | CA              | 0               | 0               | -                  | -                  | -                  | -           | -           | -           | 11     | 2      |
| 2005-2006                | Partizani Tirana         | KS                       | 34         | 6          | CA              | 0               | 0               | -                  | -                  | -                  | -           | -           | -           | 34     | 6      |
| 2006-2007                | Partizani Tirana         | KS                       | 30         | 6          | CA              | 0               | 0               | -                  | -                  | -                  | -           | -           | -           | 30     | 6      |
| 2007-2008                | Partizani Tirana         | KS                       | 32         | 10         | CA              | 0               | 0               | -                  | -                  | -                  | -           | -           | -           | 32     | 10     |
| ago. 2008                | Partizani Tirana         | KS                       | 0          | 0          | CA              | 0               | 0               | CU                 | 2                  | 1                  | -           | -           | -           | 2      | 1      |
| Totale Partizani Tirana  | Totale Partizani Tirana  | Totale Partizani Tirana  | 166        | 39         |                 | 0               | 0               |                    | 4                  | 1                  |             | -           | -           | 170    | 40     |
| 2008-2009                | Tirana                   | KS                       | 30         | 3          | CA              | 9               | 1               | -                  | -                  | -                  | -           | -           | -           | 39     | 4      |
| 2009-2010                | Tirana                   | KS                       | 30         | 10         | CA              | 2               | 0               | UCL                | 1                  | 0                  | -           | -           | -           | 33     | 10     |
| 2010-gen. 2011           | Dinamo Tirana            | KS                       | 15         | 1          | CA              | 0               | 0               | UCL                | 2                  | 0                  | SA          | 1           | 0           | 18     | 1      |
| gen.-giu. 2011           | Skënderbeu               | KS                       | 16         | 8          | CA              | 2               | 2               | -                  | -                  | -                  | -           | -           | -           | 18     | 10     |
| 2011-2012                | Skënderbeu               | KS                       | 24         | 8          | CA              | 0               | 0               | UCL                | 2                  | 0                  | SA          | 1           | 0           | 27     | 8      |
| ago. 2012                | Skënderbeu               | KS                       | 0          | 0          | CA              | 0               | 0               | UCL                | 2                  | 0                  | SA          | 0           | 0           | 2      | 0      |
| 2012-2013                | Flamurtari Valona        | KS                       | 24         | 12         | CA              | 9               | 6               | -                  | -                  | -                  | -           | -           | -           | 33     | 18     |
| 2013-2014                | Skënderbeu               | KS                       | 31         | 4          | CA              | 6               | 1               | UCL+UEL            | 0+2                | 0                  | SA          | 1           | 0           | 40     | 5      |
| 2014-gen. 2015           | Flamurtari Valona        | KS                       | 17         | 3          | CA              | 0               | 0               | UEL                | 4                  | 0                  | SA          | 1           | 0           | 22     | 3      |
| Totale Flamurtari Valona | Totale Flamurtari Valona | Totale Flamurtari Valona | 41         | 15         |                 | 9               | 6               |                    | 4                  | 0                  |             | 1           | 0           | 55     | 21     |
| gen.-giu. 2015           | Tirana                   | KS                       | 12         | 1          | CA              | 3               | 0               | -                  | -                  | -                  | -           | -           | -           | 15     | 1      |
| 2015-2016                | Tirana                   | KS                       | 19         | 4          | CA              | 3               | 0               | -                  | -                  | -                  | -           | -           | -           | 22     | 4      |
| 2016-gen. 2017           | Tirana                   | KS                       | 12         | 1          | CA              | 2               | 0               | -                  | -                  | -                  | -           | -           | -           | 14     | 1      |
| Totale Tirana            | Totale Tirana            | Totale Tirana            | 103        | 19         |                 | 19              | 1               |                    | 1                  | 0                  |             | -           | -           | 123    | 20     |
| gen.-giu. 2017           | Skënderbeu               | KS                       | 13         | 2          | CA              | 2               | 0               | -                  | -                  | -                  | SA          | -           | -           | 15     | 2      |
| 2017-2018                | Skënderbeu               | KS                       | 11         | 3          | CA              | 1               | 2               | UEL                | 12                 | 1                  | -           | -           | -           | 24     | 6      |
| Totale Skënderbeu        | Totale Skënderbeu        | Totale Skënderbeu        | 95         | 25         |                 | 11              | 5               |                    | 18                 | 1                  |             | 2           | 0           | 126    | 31     |
| Totale carriera          | Totale carriera          | Totale carriera          | 423        | 99         |                 | 39              | 12              |                    | 29                 | 2                  |             | 4           | 0           | 495    | 113    |

### Cronologia presenze e reti in nazionale
| Cronologia completa delle presenze e delle reti in nazionale ― Albania | Cronologia completa delle presenze e delle reti in nazionale ― Albania | Cronologia completa delle presenze e delle reti in nazionale ― Albania | Cronologia completa delle presenze e delle reti in nazionale ― Albania | Cronologia completa delle presenze e delle reti in nazionale ― Albania | Cronologia completa delle presenze e delle reti in nazionale ― Albania | Cronologia completa delle presenze e delle reti in nazionale ― Albania | Cronologia completa delle presenze e delle reti in nazionale ― Albania |
| Data                                                                   | Città                                                                  | In casa                                                                | Risultato                                                              | Ospiti                                                                 | Competizione                                                           | Reti                                                                   | Note                                                                   |
| ---------------------------------------------------------------------- | ---------------------------------------------------------------------- | ---------------------------------------------------------------------- | ---------------------------------------------------------------------- | ---------------------------------------------------------------------- | ---------------------------------------------------------------------- | ---------------------------------------------------------------------- | ---------------------------------------------------------------------- |
| 19-11-2008                                                             | Baku                                                                   | Azerbaigian                                                            | 1 – 1                                                                  | Albania                                                                | Amichevole                                                             | -                                                                      | 90+3’                                                                  |
| 10-6-2009                                                              | Tirana                                                                 | Albania                                                                | 1 – 1                                                                  | Georgia                                                                | Amichevole                                                             | -                                                                      | 46’                                                                    |
| 14-11-2009                                                             | Tallinn                                                                | Estonia                                                                | 0 – 0                                                                  | Albania                                                                | Amichevole                                                             | -                                                                      | 75’                                                                    |
| 25-5-2010                                                              | Podgorica                                                              | Montenegro                                                             | 0 – 1                                                                  | Albania                                                                | Amichevole                                                             | -                                                                      | 63’                                                                    |
| 2-6-2010                                                               | Tirana                                                                 | Albania                                                                | 1 – 0                                                                  | Andorra                                                                | Amichevole                                                             | -                                                                      | 78’                                                                    |
| 11-8-2010                                                              | Durazzo                                                                | Albania                                                                | 1 – 0                                                                  | Uzbekistan                                                             | Amichevole                                                             | -                                                                      | 66’                                                                    |
| 3-9-2010                                                               | Piatra Neamț                                                           | Romania                                                                | 1 – 1                                                                  | Albania                                                                | Qual. Euro 2012                                                        | 1                                                                      | 81’                                                                    |
| 7-9-2010                                                               | Tirana                                                                 | Albania                                                                | 1 – 0                                                                  | Lussemburgo                                                            | Qual. Euro 2012                                                        | -                                                                      | 80’                                                                    |
| 8-10-2010                                                              | Tirana                                                                 | Albania                                                                | 1 – 1                                                                  | Bosnia ed Erzegovina                                                   | Qual. Euro 2012                                                        | -                                                                      | 65’                                                                    |
| 12-10-2010                                                             | Minsk                                                                  | Bielorussia                                                            | 2 – 0                                                                  | Albania                                                                | Qual. Euro 2012                                                        | -                                                                      | 59’                                                                    |
| 17-11-2010                                                             | Coriza                                                                 | Albania                                                                | 0 – 0                                                                  | Macedonia                                                              | Amichevole                                                             | -                                                                      | 57’                                                                    |
| 9-2-2011                                                               | Tirana                                                                 | Albania                                                                | 1 – 2                                                                  | Slovenia                                                               | Amichevole                                                             | -                                                                      | 56’                                                                    |
| 26-3-2011                                                              | Tirana                                                                 | Albania                                                                | 1 – 0                                                                  | Bielorussia                                                            | Qual. Euro 2012                                                        | -                                                                      | 90+3’                                                                  |
| 7-6-2011                                                               | Zenica                                                                 | Bosnia ed Erzegovina                                                   | 2 – 0                                                                  | Albania                                                                | Qual. Euro 2012                                                        | -                                                                      | 73’                                                                    |
| 20-6-2011                                                              | Buenos Aires                                                           | Argentina                                                              | 4 – 0                                                                  | Albania                                                                | Amichevole                                                             | -                                                                      |                                                                        |
| 10-8-2011                                                              | Scutari                                                                | Albania                                                                | 3 – 2                                                                  | Montenegro                                                             | Amichevole                                                             | -                                                                      | 54’                                                                    |
| 6-9-2011                                                               | Lussemburgo                                                            | Lussemburgo                                                            | 2 – 1                                                                  | Albania                                                                | Qual. Euro 2012                                                        | -                                                                      | 46’                                                                    |
| 7-10-2011                                                              | Saint-Denis                                                            | Francia                                                                | 3 – 0                                                                  | Albania                                                                | Qual. Euro 2012                                                        | -                                                                      | 74’                                                                    |
| 11-10-2011                                                             | Tirana                                                                 | Albania                                                                | 1 – 1                                                                  | Romania                                                                | Qual. Euro 2012                                                        | -                                                                      | 77’                                                                    |
| 11-11-2011                                                             | Tirana                                                                 | Albania                                                                | 0 – 1                                                                  | Azerbaigian                                                            | Amichevole                                                             | -                                                                      | 78’                                                                    |
| 15-11-2011                                                             | Prilep                                                                 | Macedonia                                                              | 0 – 0                                                                  | Albania                                                                | Amichevole                                                             | -                                                                      | 46’                                                                    |
| 29-2-2012                                                              | Tbilisi                                                                | Georgia                                                                | 2 – 1                                                                  | Albania                                                                | Amichevole                                                             | -                                                                      | 89’                                                                    |
| 6-2-2013                                                               | Tirana                                                                 | Albania                                                                | 1 – 2                                                                  | Georgia                                                                | Amichevole                                                             | -                                                                      | 89’                                                                    |
| Totale                                                                 |                                                                        | Presenze                                                               | 23                                                                     |                                                                        | Reti                                                                   | 1                                                                      |                                                                        |

## Palmarès

### Club

#### Competizioni nazionali
- Campionato albanese: 4

Tirana: 2008-2009
Skënderbeu: 2010-2011, 2011-2012, 2013-2014
- Coppa d'Albania: 1

Partizani Tirana: 2003-2004
- Supercoppa d'Albania: 3

Tirana: 2009
Skënderbeu: 2013, 2018